# كونستانتين موروزوف
كونستانتين موروزوف (بالروسية: Морозов, Константин Валерьевич)‏ (13 مايو 1992 بفيشني فولوتشيوك في روسيا - ) هو لاعب كرة قدم روسي في مركز الدفاع. لعب مع نادي أوليسيس وFC Rubin-2 Kazan ‏ وFC Rus Saint Petersburg ‏ وFC Biolog-Novokubansk ‏ وطوربيدو أرمافير ‏ ونادي خيمكي.

## وصلات خارجية
- كونستانتين موروزوف على موقع قاعدة بيانات كرة القدم.إي يو (الإنجليزية)
- كونستانتين موروزوف على موقع Soccerway.com (الإنجليزية)